# Ligusticabi
Ligusticabien, også kendt som den italienske bi eller liguriabien (latin: Apis mellifera ligustica), er en underart af den vestlige honningbi (Apis mellifera).
Ligusticabien menes at stamme fra fastlandsdelen af Italien, syd for Alperne, og nord for Sicilien. Underarten kan have overlevet den sidste istid i Italien.
Den er genetisk en anden underart end den, der kommer fra den iberiske halvø og fra Sicilien. Det er den mest udbredte af alle honningbier, og har vist sig god til at tilpasse sig de fleste klimaer - fra subtropiske til kolde temperaturer, men klarer sig dårligere i fugtige tropiske regioner.

## Fodnoter
1. ↑  Franck, P; Garnery, L.; Celebrano G.; Solignac M.; Cornuet J. Hybrid origins of honeybees from Italy (Apis mellifera ligustica) and Sicily (A. m. sicula) Article first published online: 25 DEC 2001; Molecular Ecology Volume 9, Issue 7, pages 907–921, July 2000